# Anto Jerković
Anto Jerković (Tuzla, Yugoslavia, 2 de mayo de 1958 – Zagreb, Croacia, 16 de julio de 2005) fue un pintor y artista de performance. Fue uno de los representantes de la escena artística conceptual croata a finales del siglo XX. 

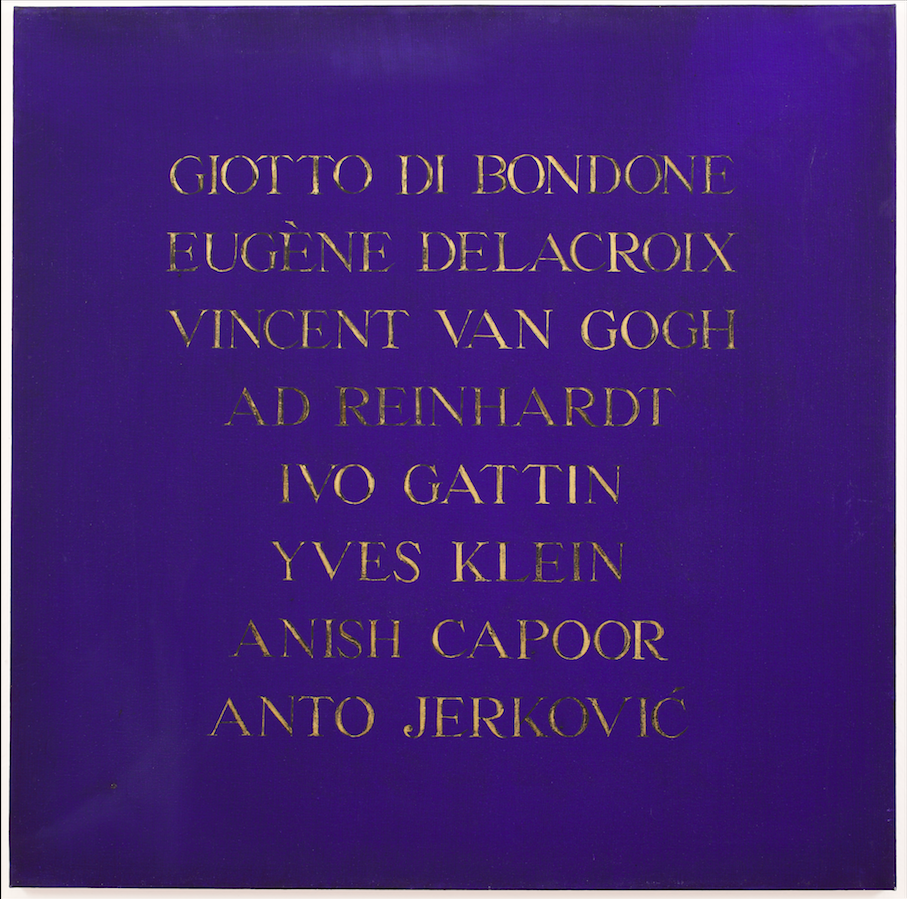
En la obra “Giotto di Bondone” (1992) se enfatiza la conexión con otros artistas, se establece una tradición con nombres como Giotto, Eugène Delacroix, Vincent van Gogh, Ad Reinhardt, Ivo Gattin, Yves Klein y Anish Kapoor.

## Trayectoria artística
En la obra de arte de Anto Jerković pueden observarse tres fases: la fase inicial de la pintura informal (1983-1988), la fase de obras conceptuales minimalistas (1988-1996) y la fase de intervenciones en espacios públicos (1994-2005). 

### Fase de la Tierra - Pintura informal (1983-1988)
Al comienzo de su actividad (se graduó de la Academia de Bellas Artes de Zagreb en 1983), el artista utilizó como medio la pintura, creando obras informales inspiradas en el neoexpresionismo abstracto alemán (Anselm Kiefer, Georg Baselitz). Ya en estas primeras obras se muestra su interés por telas de gran tamaño, los temas mitológicos y el simbolismo referencial.   

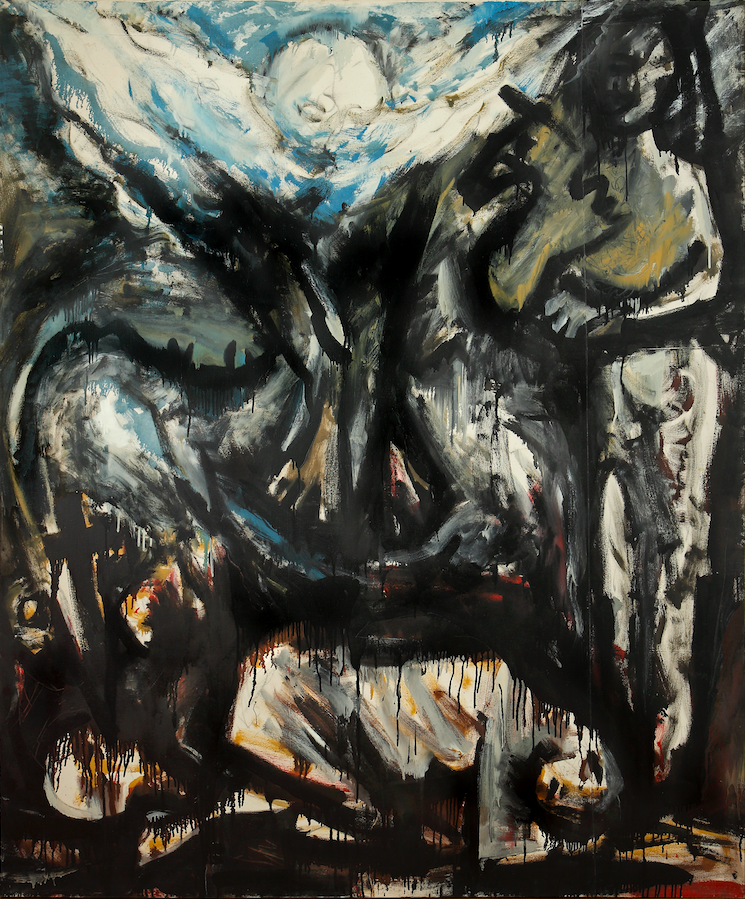
La libélula al amanecer, 1987.

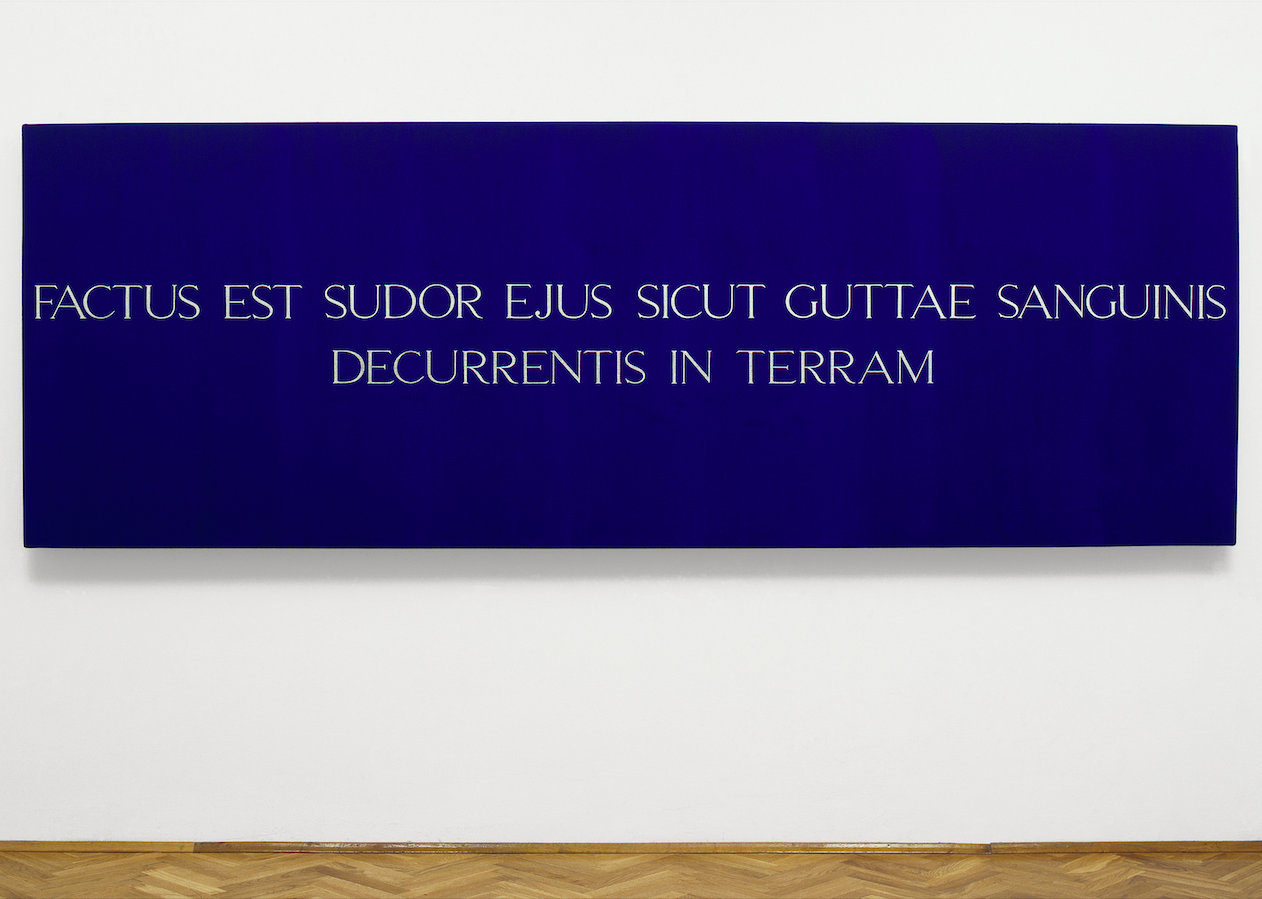
Ignoto ll, 1996, Galería moderna, Zagreb

### Fase azul - Obras minimalistas y conceptuales (1988-1996)
A finales de los años ochenta residió en París (1989) y Roma (1989-1990), lo que lo impulsó a adoptar una nueva forma de expresión, apropiándose de la estética del minimalismo y el arte posconceptual. Lo inspiró en particular la expresión formal de Yves Klein, conectada a referencias de las tradiciones clásica y cristiana. Citar texto y color se convirtió en una parte esencial de la expresión de Anto Jerković. En lienzos de oro e IKB inscribió, principalmente con letras mayúsculas romanas, principios ontológicos y semánticos como Cosmogonies, Memoria y Universus, y oraciones en latín como Pater noster o el ciclo Ignoto Deo. El tríptico Initium, transmutare, levis es programático y anuncia una nueva serie de obras de simples símbolos geométricos. 

### Fase creativa conceptual: intervenciones en el espacio público (1994-2005)
Durante los años noventa, continuó creando en Zagreb y exhibiendo en Europa, Norteamérica (New York) y Sudamérica (Buenos Aires, Santiago de Chile). Sus obras en el espacio público dibujaron una vez más fuertes referencias a los proyectos de Yves Klein y luego entraron en diálogo con las obras literarias de Peter Sloterdijk. Este interés lo había anunciado ya en 1989, en París, cuando firmó vallas publicitarias en la estación de policía del Ayuntamiento de 4e arrondissement. Sin embargo, en la acción "Cielo" realizada en el Parque Cmrok en Zagreb con Ivan Kožarić, el énfasis en el trabajo cambia al aspecto performativo. Las siguientes fueron intervenciones artísticas en Zagreb, Split, Nueva York, Chichester (UK) y Cimelice (CZ). Entre estas, una intervención significativa fue "Palabras, neones y globos", realizada en 1999, cuando colocó temas clave de la Crítica de la razón cínica de Peter Sloterdijk como palabras de neón azul en el frente del Palacio Kulmer, la Plaza Katarina Zrinski, en Zagreb. 

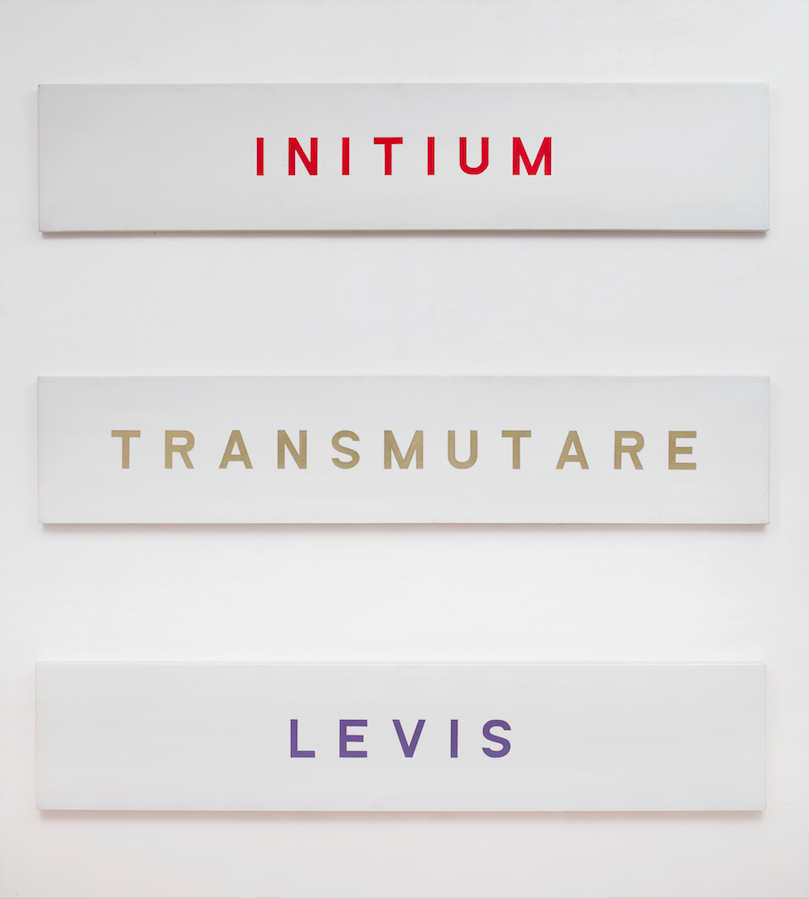
Initium, transmutare, levis (Inicio, Transformación, Levitación), 1990.

## Importantes obras y exposiciones
- La libélula al amanecer, 1987.
- Ritual, 1987
- Memoria, 1989
- Cosmogonías, 1990
- Universus, 1990
- Initium, transmutare, levis, (Inicio, Transformación, Levitación) 1990
- Pater noster, 1991
- Giotto di Bondone ..., 1992
- Ignoto Deo, 1993
- Ignoto I e Ignoto II, 1995-1996, Galería moderna, Zagreb
- Neones, Museo de Arte Contemporáneo, Zagreb

## Performances
- Firma de las vallas publicitarias, París, 1989.
- «Cielo», Parque Cmrok, Zagreb, 1994.
- «Ética o estética», Plaza Preradovic, Zagreb, 1996,
- «Sustantivos y Bolas», Bodegas del Palacio de Diocleciano, Split, 1997.
- «Invisible», Galería PM, HDLU, Zagreb, 1997.
- «Café nihilismus», Galería Josip Račić, Zagreb, 1998,
- «Palabras, neones y globos», Plaza Katarina Zrinski, Zagreb, 1999
- «Firmo todo lo que sea azul», Nueva York, Chichester, Zagreb, Šibenik, Rijeka, 2003

## Literatura
- Zdenko RUS, Anto Jerković, Moderna galerija i meandar media, Zagreb, 2009.
- Marijan SUSOVSKI, Citatnost u djelima Ante Jerkovića / Quotability in the works of Anto Jerković, Život umjetnosti, 32 (1998), 60; 116-120.
- Silva KALČIĆ, Svijet prema labirintu. Eseji o visokoj moderni i postmodernizmu 1970-ih i 1980-ih, ULPUH, Zagreb, 2017.
- Zdenko RUS, Kraj stoljeća, kraj slikarstva? Hrvatsko slikarstvo u devedesetima, HDLU, Zagreb, 27. siječnja - 28. veljaće 2005.
- Nuevo Arte de Croacia. Santiago : Museo de Arte Contemporáneo 6 al 31 de mayo de 1997. Valdivia : Museo de Arte Contemporáneo 7 al 29 de junio de 1997.